# Chiesa di San Gregorio Magno (Ferrara)
La chiesa di San Gregorio Magno è una chiesa cattolica di Ferrara situata all'angolo fra via Cammello, via Carmelino e vicolo del Granchio, all'interno del primo nucleo di insediamento cittadino, il Castrum bizantino (o Castello dei Curtensi).

## Storia

### Primi secoli
La prima documentazione storica che riguarda la chiesa è in un documento di papa Leone VIII del 964, all'epoca dell'impero di Ottone I di Sassonia. Secondo queste informazioni, confermate anche da una lapide marmorea posta all'interno della chiesa, questa era già parrocchia nel X secolo, e ciò la rende una delle più antiche di tutta Ferrara. Un suo parroco (certo prete Bonus) fu tra i sacerdoti che nel 1278 fondarono il sodalizio dei parroci cittadini. Secondo il Compendio Historico di Marco Antonio Guarini nei secoli successivi due importanti rettori della parrocchia (Giocanni Battista Bertazzoli e Melchiorre Sacrati) realizzarono notevoli interventi di restauro e abbellimento dell'interno e della facciata.

### Dal XIII secolo
Tra il XVIII e il XIX secolo venne effettuato un intervento imponente grazie all'opera di don Antonio Ughi che, avendo ritrovato la chiesa quasi in rovina e la canonica pericolante, decise di restaurare in modo radicale la chiesa e di ricostruire completamente la canonica.
Le modifiche strutturali anche negli interni furono tali che il cardinale Alessandro Mattei riconsacrò la chiesa il 13 aprile del 1788. Don Eugenio Melloni, parroco della chiesa, in una sua lettera pubblicata sul Corriere Padano nell'ottobre del 1932 testimoniò, a proposito di tali lavori, dell'ampliamento in lunghezza della chiesa e della realizzazione di un nuovo presbiterio, di un nuovo coro e di un transetto che conferì maggiore respiro a tutto l'interno.
Sempre nel 1932 la facciata venne ancora restaurata e recuperò almeno in parte il suo aspetto originario ancora oggi visibile e che aveva perduto nel corso del XVIII secolo. Era andato perduto il portale a sesto acuto e si erano aperti due finestroni rettangolari ai lati del portale, più un terzo sopra di esso.
Quest'ultimo restauro fu fortemente voluto e incentivato da Pietro Niccolini, la cui abitazione (oggi segnalata da una lapide al n.13 di via Romiti) era vicina alla chiesa. Egli aveva affidato l'opera di ripristino alla Direzione storico-artistica della Ferrariae Decus, previa approvazione della Sovrintendenza ai monumenti di Bologna e della Direzione generale delle Antichità e Belle Arti.
I lavori durarono all'incirca un anno, e, alla rimozione delle impalcature, i giudizi furono estremamente positivi. In particolar modo, fu ripristinato il portale a sesto acuto, arricchito da preziosi cotti decorativi, i finestroni delle campate furono trasformati in finestre ogivali eleganti e slanciate, mentre quello sopra il portale divenne un rosone circolare.

## L'esterno

### La facciata

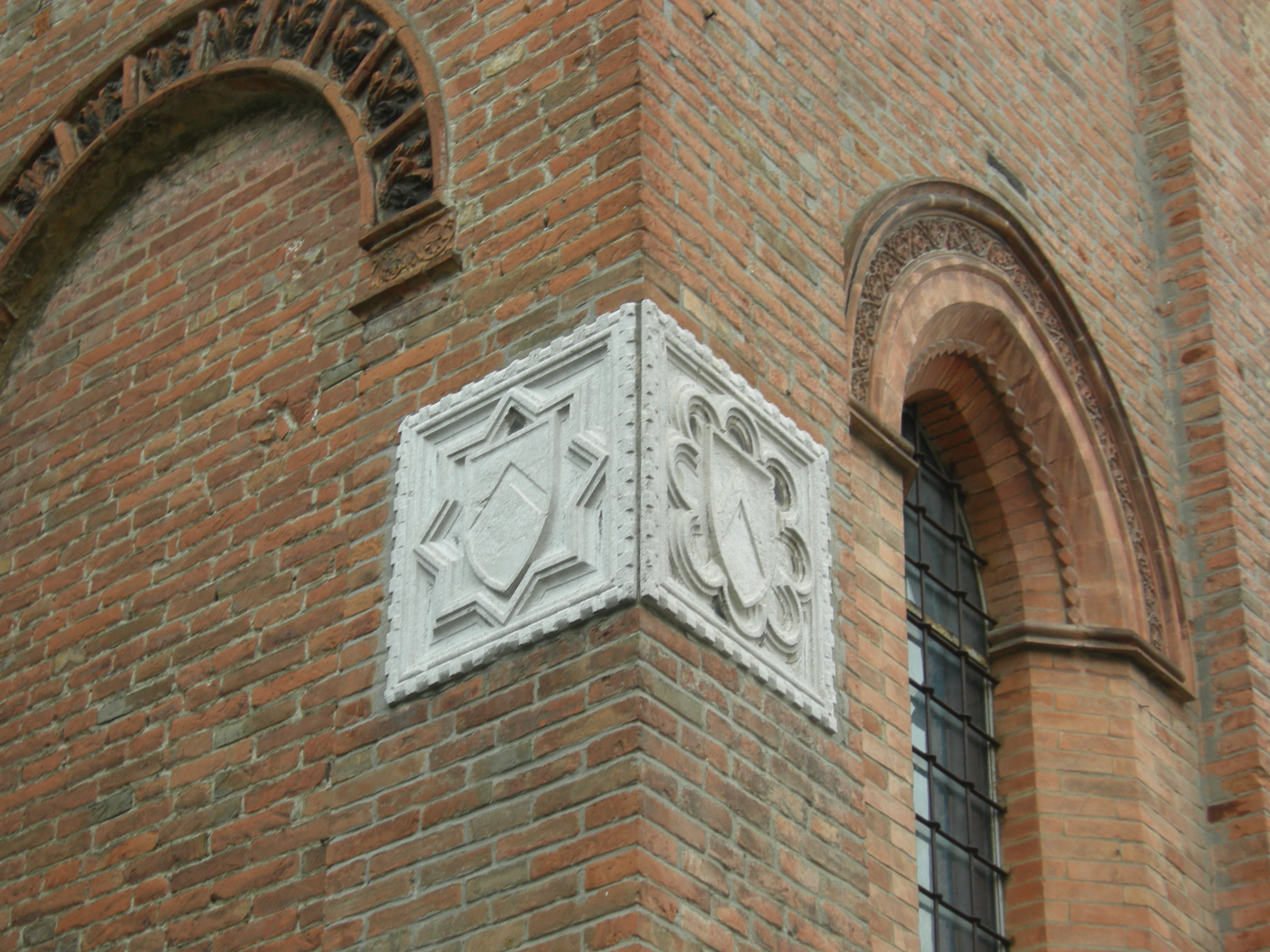
Stemma nobiliare sul lato della facciata della chiesa.

La facciata è nata in stile romanico e mostra attualmente un tetto a capanna. Si presenta in mattoni con quattro paraste che sostengono tre arcate costituite da formelle sporgenti in cotto che formano un unico arco suddiviso in tre unità. All'angolo di sinistra della facciata, sulla parasta, è visibile una lastra in marmo che riporta uno stemma nobiliare. Il portale centrale in marmo e cotto presenta un'arcata ogivale.
La facciata è stata restaurata secondo lo stile gotico nel Quattrocento e in seguito rimaneggiata secondo lo stile barocco. Mostra ancora la sua antichità nella ricchezza di cotti e fregi ornamentali che risalgono al XV secolo.

### Il campanile

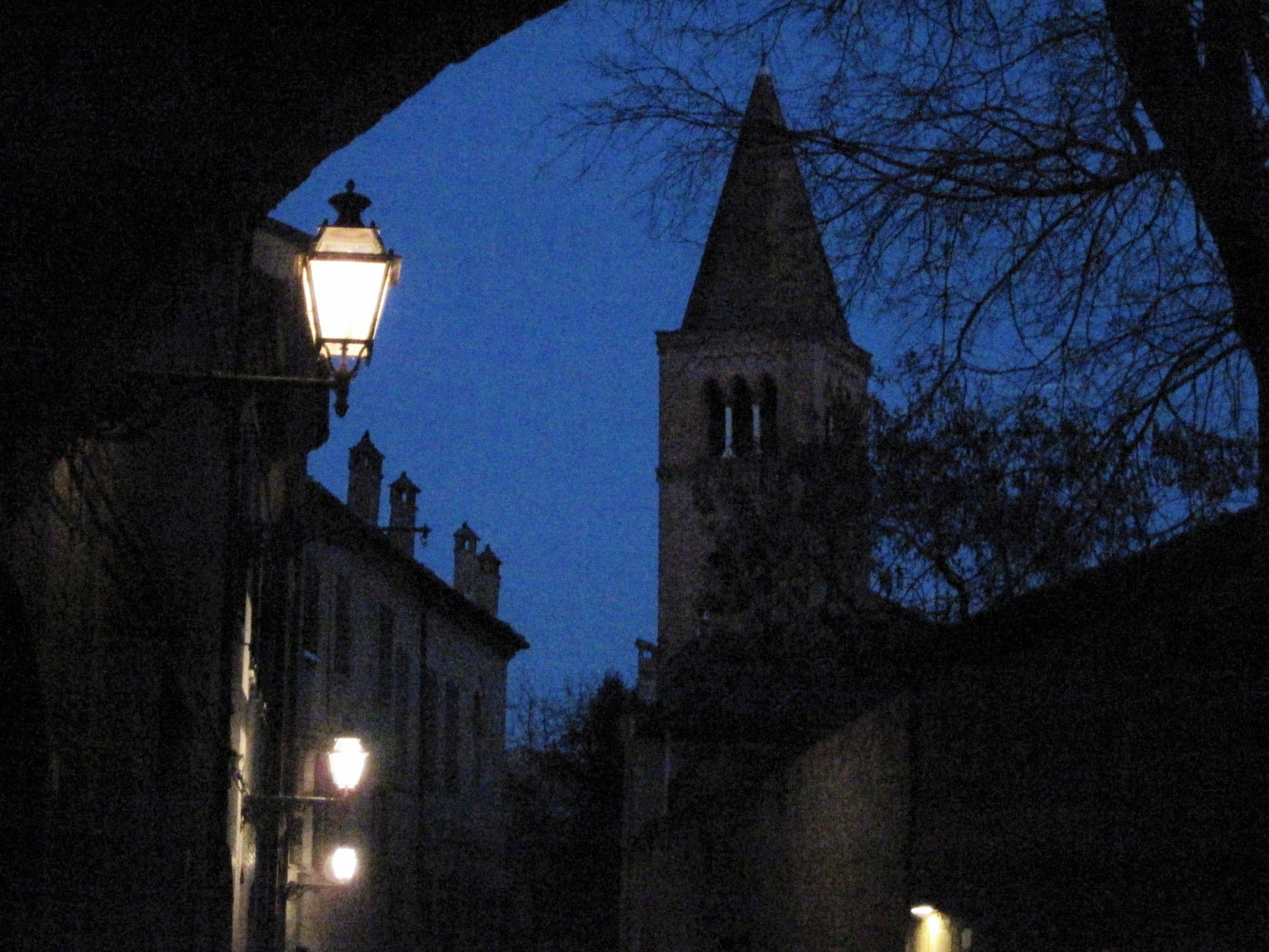
Immagine serale del campanile di San Gregorio Magno visto da vicolo del Granchio.

Il campanile, che risale al 1092, è il più antico della città. Fiancheggia la chiesa e, secondo il Guarini, fu edificata grazie ad una nobildonna ferrarese la cui famiglia aveva nella zona le sue sepolture. La struttura è in stile romanico fino alla cella campanaria con trifore ogivali che ricordano il portale di ingresso e che risalgono almeno al XIII secolo.
Sopra e sotto le trifore si vedono eleganti cotti disposti ad arco, motivo ornamentale diffuso a Ferrara dal tardo XIV secolo fino ai primi del XVI secolo. Il campanile è sormontato da una piramide a base ottagonale e tutta la struttura ha superato senza particolari danni lo sciame sismico che colpì la città a partire dal novembre 1570 ed anche il più recente del 2012. Nel corso dei secoli campanile è stato interessato da vari restauri che non hanno mai superato la manutenzione ordinaria. Nell'autunno del 1907 ad esempio si restaurò la cella campanaria intervenendo specialmente negli spigoli superiori della muratura e nei cotti decorativi. Già dal 1890 la cella campanaria era stata dotata di quattro nuove campane, opera del prestigioso fonditore bolognese Clemente Brighenti e montate secondo la tradizionale tecnica del doppio alla bolognese.

## L'interno
Le pareti interne furono restaurate negli anni cinquanta e liberate da una eccessiva decorazione a colori quindi ora si presentano bianche.

### Gli altari
La cappella di destra è dedicata a San Gregorio Magno, raffigurato su una tela di Alberto Mucchiati mentre gli appare San Clemente. L'altare di questa cappella, durante le celebrazioni della Settimana santa, accoglie il Santissimo Sacramento, mentre nel periodo natalizio ospita il presepe.
La cappella di sinistra è dedicata a San Giovanni Nepomuceno, il martire del sigillo della Confessione, raffigurato in una tela attribuita a Giuseppe Ghedini. Nella stessa cappella si trova il fonte battesimale formato da un catino marmoreo del XVI secolo appoggiato su un basamento un tempo sul molo del porto di Classe e utilizzato come attracco per le navi al tempo di Augusto.
L'arco di accesso al transetto e al presbiterio è fiancheggiato da due nicchie in cui figurano le statue di San Giovanni Battista (a destra), e di San Giovanni Apostolo ed Evangelista (a sinistra), opera di Antonio Magnani, uno dei migliori scultori ferraresi del Seicento. Entrambe le statue provengono dall'ex chiesa di San Romano.
Sopra l'altare maggiore dal 1958 è collocata una grotta stilizzata in pietra che accoglie una statua della Madonna di Lourdes, opera eseguita nel 1884 del bolognese Federico Monti che precedentemente era alloggiata in altra parte della chiesa.

## Le festività liturgiche
La chiesa è intitolata a Papa Gregorio Magno ma la festività liturgica del Santo (3 settembre), da tempo non è celebrata in forma solenne perché sostituita, dalla seconda metà del XIX secolo, dalle celebrazioni per la Madonna di Lourdes. La venerazione di Lourdes iniziò già nel 1864, a soli sei anni dall'apparizione dell'Immacolata a Bernardette, cosa che fece di San Gregorio il primo santuario lourdiano della diocesi estense. Ancora oggi questa chiesa è nota a Ferrara per la sua devozione alla Vergine di Lourdes e ogni anno l'11 febbraio i fedeli ferraresi affluiscono a San Gregorio per questa tradizione.

## Parrocchia
Sotto l'amministrazione parrocchiale di San Gregorio ricade anche la chiesa di Sant'Antonio Abate, sita in via Saraceno all'angolo con via Cavedone.